# Placodoma epiphracta
Placodoma epiphracta är en fjärilsart som beskrevs av Edward Meyrick 1921. Placodoma epiphracta ingår i släktet Placodoma och familjen säckspinnare. Inga underarter finns listade i Catalogue of Life.